# Dylan O’Brien

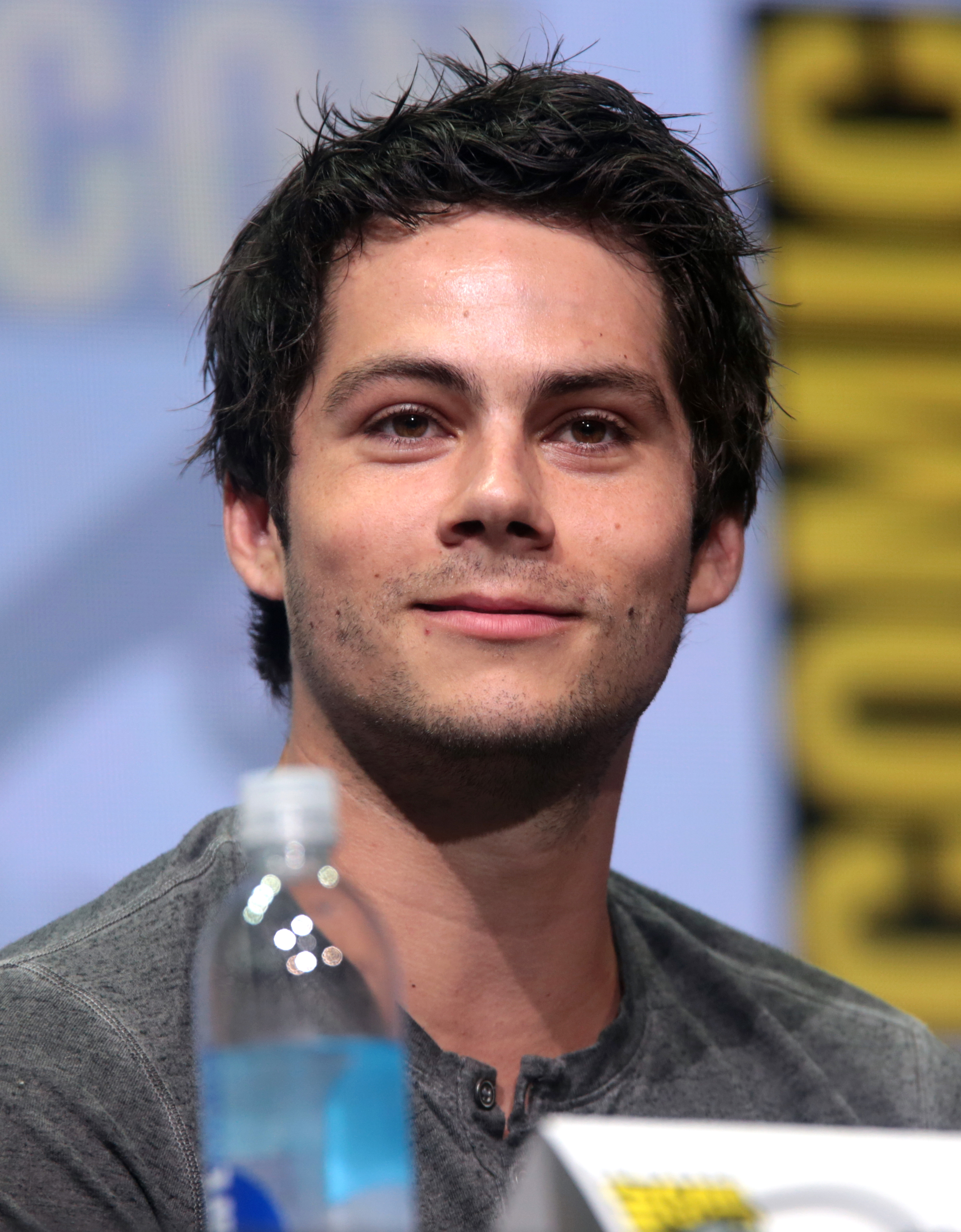
Dylan O’Brien bei der Comic-Con 2017

Dylan Rhodes O’Brien (* 26. August 1991 in New York City, New York) ist ein US-amerikanischer Schauspieler. Zwischen 2011 und 2017 war er in einer der Hauptrollen als Stiles Stilinski in der MTV-Fernsehserie Teen Wolf und in der Maze Runner-Trilogie (2014–2018) als Thomas zu sehen.

## Leben und Karriere
Dylan O’Brien wurde in New York City geboren und ist in Springfield Township, New Jersey aufgewachsen. Sein Vater ist irischer Abstammung, während seine Mutter italienische, englische und spanische Wurzeln hat. Im Alter von zwölf Jahren zogen er und seine Familie nach Hermosa Beach, Kalifornien. O’Brien hat eine 16 Monate ältere Schwester. Bevor er zur Schauspielerei kam, wollte er, wie sein Vater, Regisseur werden. Bereits vor seiner eigentlichen Schauspielkarriere hatte er außerdem eine gewisse Bekanntheit auf YouTube. Sein Durchbruch als Schauspieler war für O’Brien die Rolle des Stiles Stilinski in der MTV-Fernsehserie Teen Wolf, die er zwischen 2011 und 2017 innehatte. Dadurch spielte er auch vermehrt Filmrollen, wie in The First Time – Dein erstes Mal vergisst du nie! und Prakti.com.
Im September 2014 spielte er zudem im Science-Fiction-Film Maze Runner – Die Auserwählten im Labyrinth, einer Verfilmung des gleichnamigen Romans von James Dashner, die Hauptrolle des Thomas. Diese Rolle verkörperte er ebenfalls in der Fortsetzung Maze Runner – Die Auserwählten in der Brandwüste, die im September 2015 Premiere hatte. Bei einem Unfall, während der Dreharbeiten zum letzten Teil der Trilogie, Maze Runner – Die Auserwählten in der Todeszone im März 2016, verletzte sich O’Brien schwer, als er von einem Fahrzeug erfasst wurde. Dadurch musste der Filmstart um fast ein Jahr verschoben werden.
Nach mehreren Monaten der Erholung und Genesung, kehrte O’Brien schließlich im August 2016 in die Öffentlichkeit zurück. Im September 2016 haben die Dreharbeiten zur Verfilmung der American-Assassin-Thrillerreihe in London und Rom begonnen, in der er an der Seite von Michael Keaton die Hauptrolle des Mitch Rapp übernimmt. Die Produktion des dritten Teils der Maze-Runner-Trilogie wurde im Februar 2017 in Südafrika fortgesetzt, der fertige Kinofilm startete am 1. Februar 2018 in den deutschen Kinos.
Im Mai 2018 wurde bekanntgegeben, dass O’Brien die Hauptrolle in Christopher MacBrides Mystery-Thriller The Education of Fredrick Fitzell übernehmen wird. Die Dreharbeiten zum Film liefen im Herbst 2018 im kanadischen Toronto. Ebenso spielt er neben Gary Oldman eine der Hauptrollen in The Bayou und wird 2019 als Gaststar in Jordan Peeles Science-Fiction-Anthologie Weird City zu sehen sein.
O’Brien ist als Synchronsprecher im Transformers-Spin-off Bumblebee als Stimme der Titelfigur zu hören.
2020 spielte er die Hauptrolle im Netflix-Film Love and Monsters.
Von 2012 bis 2018 war er mit der Schauspielerin Britt Robertson liiert.

## Filmografie (Auswahl)
- 2011: High Road
- 2011: Charlie Brown: Blockhead’s Revenge (Kurzfilm)
- 2011–2017: Teen Wolf (Fernsehserie, 85 Episoden)
- 2012: The First Time – Dein erstes Mal vergisst du nie! (The First Time)
- 2013: New Girl (Fernsehserie, Episode 2x23 Jungfrauen)
- 2013: Prakti.com (The Internship)
- 2014: Maze Runner – Die Auserwählten im Labyrinth (The Maze Runner)
- 2015: Maze Runner – Die Auserwählten in der Brandwüste (Maze Runner: The Scorch Trials)
- 2016: Deepwater Horizon
- 2017: American Assassin
- 2018: Bumblebee (Stimme von Bumblebee)
- 2018: Maze Runner – Die Auserwählten in der Todeszone (Maze Runner: The Death Cure)
- 2019: Weird City (Fernsehserie, Episode 1x01 The One)
- 2020: Unglaubliche Geschichten (Amazing Stories, Fernsehserie, Episode 1 The Cellar)
- 2020: Love and Monsters
- 2020: Flashback
- 2021: Infinite – Lebe unendlich (Infinite)
- 2021: All Too Well: The Short Film
- 2022: The Outfit
- 2022: Not Okay
- 2023: The Other Two (Fernsehserie, Episode 3x03 Cary Becomes Somewhat of a Name)
- 2024: Ponyboi
- 2024: Saturday Night
- 2024: Caddo Lake
- 2025: Twinless

## Auszeichnungen und Nominierungen
| Jahr | Award                                 | Für                                              | Kategorie                                                                       | Ergebnis  |
| ---- | ------------------------------------- | ------------------------------------------------ | ------------------------------------------------------------------------------- | --------- |
| 2013 | Young Hollywood Award                 | Teen Wolf                                        | Best Ensemble (mit Tyler Posey, Crystal Reed, Holland Roden und Tyler Hoechlin) | Gewonnen  |
| 2014 | Young Hollywood Award                 |                                                  | Breakthrough Actor                                                              | Gewonnen  |
| 2014 | Giffoni Film Festival – Giffoni Award |                                                  | Giffoni Experience Award                                                        | Gewonnen  |
| 2014 | Teen Choice Award                     | Teen Wolf                                        | Choice TV Villain                                                               | Gewonnen  |
| 2014 | NewNowNext Awards                     | Maze Runner – Die Auserwählten im Labyrinth      | Best New Film Actor                                                             | Nominiert |
| 2015 | Melty Future Awards                   | Maze Runner – Die Auserwählten im Labyrinth      | Prix International Masculin                                                     | Gewonnen  |
| 2015 | MTV Movie Award                       | Maze Runner – Die Auserwählten im Labyrinth      | Best Hero                                                                       | Gewonnen  |
| 2015 | MTV Movie Award                       | Maze Runner – Die Auserwählten im Labyrinth      | Best Breakthrough Performance                                                   | Gewonnen  |
| 2015 | MTV Movie Award                       | Maze Runner – Die Auserwählten im Labyrinth      | Best Fight (mit Will Poulter)                                                   | Gewonnen  |
| 2015 | MTV Movie Award                       | Maze Runner – Die Auserwählten im Labyrinth      | Best Scared-As-S**t Performance                                                 | Nominiert |
| 2015 | Teen Choice Award                     | Teen Wolf                                        | Choice TV: Scene Stealer                                                        | Gewonnen  |
| 2016 | Teen Choice Award                     | Maze Runner – Die Auserwählten in der Brandwüste | Choice Movie Actor: Action/Adventure                                            | Gewonnen  |
| 2016 | Teen Choice Award                     | Maze Runner – Die Auserwählten in der Brandwüste | Choice Movie Chemistry (mit Thomas Brodie-Sangster)                             | Gewonnen  |
| 2016 | Teen Choice Award                     | Teen Wolf                                        | Choice Summer TV Actor                                                          | Gewonnen  |
| 2016 | Teen Choice Award                     | Deepwater Horizon                                | Choice AnTEENcipated Movie Actor                                                | Gewonnen  |